# Olovo(II) azid
Olovo(II) azid Pb(N3)2 je neorgansko jedinjenje. Он је експлозивнији вiše od drugih azida. Koristi se u detonatorima za pokretanje sekundarnih eksploziva. U komercijalno upotrebljivom obliku, to je beli do svetlo smeđi prah.
Olovo(II) azid je hemijsko jedinjenje, koje ima molekulsku masu od 291,240 .
Dolazi u obliku belog praha ili kristala sa gustinom od 4,71 g/cm³. Ne rastvara se u vodi. Veoma je toksičan (otrovan). Kada se zagreje, postepeno se raspada i detonira na temperaturi od približno 350 °C (662 °F; 623 K). Brzina širenja detonacionog talasa je do 5,4 km/s. Zbog činjenice da lako eksplodira pod uticajem mehaničkih nadražaja (trenje, udar,probijanje, itd.) ili električnih varnica, koristi se kao inicijalni eksploziv u kapislama i detonatorima. Ne gubi svoja eksplozivna svojstva kada je vlažan. Trebalo bi da se čuva pod vodom u gumenim posudama (kontejnerima).
Kada je u kontaktu sa bakrom u vlažnom stanju, formira veoma osetljiv i samim tim opasan bakar(II) azid.
Olovni azid se dobija delovanjem ~3% vodenog rastvora natrijum-azida sa ~9% rastvorom olovo(II) nitrata (u odnosu mase rastvora 1:1). Da bi se dobili mali kristali Pb(N3)2 (veći kristali mogu eksplodirati tokom kristalizacije), u rastvor se dodaju dekstrini. U rastvoru se odvija dvostruka reakcija razmene:
Pb(NO3)2 + 2NaN3 → Pb(N3)2↓ + 2NaNO3

## Istorija proizvodnje
Olovni azid u svom čistom obliku prvi je otkrio Teodor Kurtijus 1891. godine, a 1907. Hironimas je dobio svoj francuski patent za primenu u industriji eksploziva. Šest godina kasnije lansiran je detonator sa olovnim azidom. Rana pirotehnika sa nemodifikovanim olovnim azidom nije bilo konkurentno u odnosu na proizvode koji su koristili živin fulminat u pogledu cene, sveobuhvatnih performansi itd.  Kasnije su razvijeni proizvodi azid olova u prahu, azid olova neosetljiv na parafin itd. Poboljšani novi proizvod je takođe imao ozbiljne nedostatke koji su ograničili njegovu upotrebu tokom Prvog svetskog rata i poslednjih desetak godina.
Zbog problema sa osetljivošću i stabilnošću, dekstrinirani oblik azida olova razvijan je 1920-ih i 1930-ih godina, dok su 1931. godine, Sjedinjene Države napravile iskorak u oblasti kontrole kristalnog oblika olovnog azida sa dekstrinom (MIL-L-3055), a masovnu proizvodnju započeo je DuPont Co. 1932. Dekstrin olovni azid se od tada široko koristi u vojne i civilne svrhe, što je dovelo do široke primene diazidolovog olova sa nitrocelulozom.  Od tada, različite zemlje su počele da obraćaju pažnju na istraživanja usmereno na modifikaciju azida olova pomoću sredstava korišćenjem kontrolnog agensa kao na primer polietilen glikola, karboksimetil celuloze, itd.  Ove modifikovane verzije azid olova su našle primenu u vojnim električnim detonatorima u Sjedinjenim Državama, Sovjetskom Savezu, Ujedinjenom Kraljevstvu i drugim zemljama. 
Razvoj detonatora tokom Drugog svetskog rata rezultirao je potrebom olovnog azida za snažnijim eksplozivnim efektom. RD-1333 olovni azid (MIL-DTL-46225), verzija olovnog azida sa natrijum karboksimetil celulozom kao agensom za taloženje, razvijen je da zadovolji tu potrebu.
Vijetnamski rat je doveo do ubrzane potrebe za olovnim azidom i tokom tog vremena razvijen je specijalni olovni azid posebne namene (MIL-L-14758); američka vlada je takođe počela da pravi zalihe olovnog azida u velikim količinama. Posle Vijetnamskog rata, upotreba olovnog azida se dramatično smanjila. Zbog veličine američkih zaliha, proizvodnja olovnog azida u SAD je potpuno prestala početkom 1990-ih. Tokom 2000-ih, zabrinutost oko starosti i stabilnosti zaliha olovnog azida navela je američku vladu da istraži metode za odlaganje svojih zaliha olovnog azida i pronalaženje novih proizvođača.

## Priprema i proces proizvodnje
Olovo(II) azid se dobija reakcijom natrijum azida i olovo(II) nitrata u vodenom rastvoru. Može se koristiti i olovo(II) acetat.
U rastvor se često dodaju sredstva za zgušnjavanje kao što su dekstrin ili polivinil alkohol kako bi se stabilizovao proizvod koji se taloži. U stvari, obično se isporučuje u dekstriniranom rastvoru koji smanjuje njegovu osetljivost, a samim tim i rizik. Kada je zaštićen od vlage, potpuno je stabilan tokom skladištenje. Alternativni put sinteze zasniva se na rastvaranju olovnog acetata u rastvoru natrijum azida.
Olovni azid reaguje sa bakrom, cinkom, kadmijumom i njihovim legurama kako bi formirao druge azide. Na primer, azid bakra je još eksplozivniji od azida olova i previše osetljiv da bi se mogao komercijalno koristiti.
Olovo(II) acetat ili eventualno olovo(II) nitrat se rastvaraju u vodi i obično se sipa u rastvor natrijum azida. Nastali netopljivi talog je olovo-azid.
{\displaystyle \mathrm {(CH_{3}COO)_{2}Pb+2\ NaN_{3}\rightarrow Pb(N_{3})_{2}+2CH_{3}COONa} }
{\displaystyle \mathrm {Pb(NO_{3})_{2}+2\ NaN_{3}\rightarrow Pb(N_{3})_{2}+2NaNO_{3}} }
Metoda pripreme azida olova je relativno jednostavna, a princip je reakcija vodenog rastvora soli olova (obično se koristi olovni nitrat ili olovni acetat) sa natrijum azidom. Reakciona formula je:  
{\displaystyle {\rm {2NaN_{3}+Pb(NO_{3})_{2}\rightarrow Pb(N_{3})_{2}\downarrow +2NaNO_{3}}}}
Supstanca koja nastaje direktnom reakcijom je fini praškasti olovni azid koji sadrži β kristalni oblik. U ovom stanju, azid olova je izuzetno osetljiv na elektrostatičku i mehaničku stimulaciju i teško ga je izvaditi iz reakcione posude i formirati u presovani oblik, zato se u praksi obično uvode druge sirovine i postupci za modifikaciju azid olova, među kojima je proces proizvodnje dekstrina najšire korišćen. 
Ovaj proces koristi nisku koncentraciju rastvora olovnog nitrata i rastvor dekstrina kao osnovnu tečnost, dodaje unapred malu količinu kristala β-nitrida olova, meša i podiže na određenu temperaturu mešanja pod slabo alkalnim i temperaturno kontrolisanim uslovima, a zatim ravnomerno dodaje niskokoncentrovani rastvor natrijumovog azida uz dalje kontrolisanje temperature i mešanje nekoliko minuta. Nakon pražnjenja, matična tečnost i dobijeni kristali se zajedno filtriraju. Konačna čvrsta supstanca dobijena posle procesa pranja i sušenja je kristal α-nitrid olova sa čistoćom većom od 98%. Njegova veličina kristalizacije je generalno od 0,05 do 0,08 mm, sa dobrom disperzijom i znatno poboljšanim performansama osetljivosti. 
Matična tečnost za proizvodnju azida olova i tečnost za ispiranje mogu nakon hlađenja istaložiti kristale β-forme, stvarajući potencijalne probleme. Zbog toga je nakon završenih relevantnih procesa potrebno dodati rastvor natrijum nitrita i razblaženu azotnu kiselinu da bi se otpadna tečnost uništila.  Pored ove metode, otpadna tečnost se može ukloniti i nizom reakcija primenom mikronskog nultovalentnog gvožđa (mZVI) - natrijum-peroksida - ozon metode. Nakon što se reakcija završi, za detekciju se može koristiti rastvor soli gvožđe-jona. Ako su koreni azida i dalje prisutni, stvoriće se očigledan crveni precipitat gvožđeg azida. 
Proces pripreme proizvoda od olovnog azida korišćenjem drugih agenasa za kontrolu kristalnog oblika sličan je onom kod dekstrin olovnog azida, sa samo nekim razlikama u korišćenim sirovinama i uslovima životne sredine. Kada se koristi polivinil alkohol, mehanička osetljivost se smanjuje, ali se povećava elektrostatička osetljivost i lako se stvaraju krhki kristali ljuspice, izazivajući slučajnu detonaciju; kada se koristi karboksimetil celuloza, kristali se formiraju u obliku sfere, reakcija se može izvesti na sobnoj temperaturi, a matična tečnost je relativno bezbedna. Od kasnih 1960-ih ima široku primenu u vojskama raznih zemalja.  Pored toga, u drugoj polovini 20. veka razvijene su različite metode za poboljšanje provodljivosti, kao što je korišćenje grafita kao jezgra kristala, dodavanje grafena tokom reakcije, korišćenje želatina i molibden disulfida kao osnovne tečnosti, što predstavlja drugi istraživački pravac za modifikaciju β-nitrida olova.  
Bakarni azid je bio jedna od komponenti šest metaka kalibra .22 koje je ispalio Džon Hinkli mlađi u svom pokušaju atentata na predsednika Sjedinjenih Država Ronalda Regana 30. marta 1981. Ovi meci su se sastojali od jezgra od olovnog azida sa aluminijumom zapečaćenim lakom i bili su dizajnirani da detoniraju pri udaru.

## Osobine
| Osobina                  | Vrednost |
| ------------------------ | -------- |
| Broj akceptora vodonika  | 4        |
| Broj donora vodonika     | 0        |
| Broj rotacionih veza     | 2        |
| Particioni koeficijent ( | 1,7      |
| Rastvorljivost (logS, log(mol/L))       | 3,0      |
| Polarna površina (PSA, Å2)  | 99,5     |

## Fizička svojstva
Olovo azid postoji u četiri kristalne forme: alfa, beta, gama i delta. Alfa i beta forme se mogu dobiti promenom  termodinamike i uslova okoline tokom kristalizacije: u okruženju agensa za kontrolu oblika kristala, formiranje kristala beta forme će biti značajno inhibirano; u vodi na 160 °C (320 °F; 433 K), tako se beta forma se pretvara u alfa oblik. Gama i delta oblici su nestabilni kristalne forme i trenutno je teško dobiti čiste proizvode.  
| Kristalni oblik | Kristalni sistem   | Parametri kristalne ćelije                                  | Oblik kristala  |
| --------------- | ------------------ | ----------------------------------------------------------- | --------------- |
| α-oblik         | Ortrombični sistem | a=1.131 nm b=1.625 nm c=0.663 nm                            | Kratki stubovi  |
| β-oblik         | Monoklinski sistem | a=1.849 nm b=0.884 nm c=0.512 nm β=107.6°                   | Duguljaste igle |
| γ-oblik         | Monoklinski sistem | a=1.206 nm b=1.051 nm c=0.651 nm β=95.75°                   | Н/Д             |
| δ-oblik         | Triklinički sistem | a=1.316 nm b=1.053 nm c=0.653 nm α=90.53° β=98.12° γ=112.7° | Н/Д             |
| Reference:      |                    |                                                             |                 |

Olovni azid je beli do svetlo žuti kristal sa gustinom α-tipa 4,71 g/cm³ i gustinom β-tipa 4,93 g/cm³ . Rastvorljivost azida olova u vodi je niska, ali je i dalje približno linearno pozitivno korelirana sa temperaturom u opsegu od 5—40 °C (41—104 °F; 278—313 K). Na 18 °C (64 °F; 291 K), rastvorljivost je oko 2,3 g/L, dok se na 70 °C (158 °F; 343 K) povećava na 9.0 g/L.  Pored toga, rastvorljivost olovnog azida u etanolu je veoma niska, pa se 50% rastvor etanola takođe koristi kao rastvor za skladištenje olovnog azida. 

## Hemijska svojstva i reakcije
Olovni azid je veoma eksplozivan i snažno eksplodira pri udaru ili zagrevanju. Tokom eksplozije se raspada na elementarno olovo i azot. Brzina detonacije je 5180 m/s pri gustini od 4 g/cm³.
{\displaystyle \mathrm {2Pb(N_{3})_{2}\rightarrow 2Pb+6N_{2}} }
Olovni azid ima relativno dobru termičku stabilnost, stabilnost na sobnoj temperaturi i visoku vlažnost, kao i stabilnost visoke temperature i visoke vlažnosti, što ispunjava zahteve stabilnosti detonatora otpornih na visoke temperature. Međutim, kada se nalazi u vlažnom okruženju ugljen-dioksida, on će imati tendenciju da se razgradi i formira azid. Kiseli gas tada reaguje sa metalima kao što je bakar da bi se formirala mala količina azida bakra i drugih azida, što dovodi do povećanja ukupne osetljivosti detonatora i rizik od opasnosti. 
Olovni azid reaguje sa razblaženom azotnom kiselinom da bi proizveo hidrazojevu kiselinu, ali reaguje sa koncentrovanom azotnom kiselinom da izazove nasilno razlaganje i eksploziju: 
{\displaystyle {\rm {Pb(N_{3})_{2}+2HNO_{3}\rightarrow Pb(NO_{3})_{2}+2HN_{3}\uparrow }}}
Grupa azida u olovnom azidu je izuzetno fotoaktivna i može da apsorbuje svetlosnu energiju i da se razloži. Ova reakcija fotolize će takođe izazvati eksploziju pod uticajem vazduha određene energije: 
{\displaystyle {\rm {Pb(N_{3})_{2}\xrightarrow {hv} Pb+3N_{2}\uparrow }}}
Olovni azid može da reaguje sa jakim rastvorima oksidansa, a reakcija sa narandžasto-crvenim cerij amonijum nitratom će proizvesti bezbojni cerijum nitrat. Ova reakcija se može koristiti za određivanje prisustva olovnog azida u farmaceutskim proizvodima: 
{\displaystyle {\rm {Pb(N_{3})_{2}+(NH_{4})_{2}Ce(NO_{3})_{6}\rightarrow Ce(NO_{3})_{3}+Pb(NO_{3})_{2}+NH_{4}NO_{3}+N_{2}\uparrow }}}

## Eksplozivne karakteristike
Olovni azid je veoma osetljiv i obično se njime rukuje i čuva pod vodom u izolovanim gumiranim posudama. Eksplodiraće nakon pada od oko 150 mm (6 in) ili u prisustvu statičkog pražnjenja od 7 milidžula. Njegova brzina detonacije je oko 5.180 m/s (17.000 ft/s).
Amonijum acetat i natrijum dihromat se koriste za uništavanje malih količina olovnog azida.
Olovni azid ima trenutni prelaz deflagracije u detonaciju (DDT), što znači da čak i male količine prolaze kroz punu detonaciju (nakon što ih pogodi plamen ili statički elektricitet).
Olovni azid reaguje sa bakrom, cinkom, kadmijumom ili legurama koje sadrže ove metale kako bi formirao druge azide. Na primer, bakarni azid je još eksplozivniji i previše osetljiv da bi se mogao komercijalno koristiti.
Olovni azid je bio komponenta šest metaka Devastatora kalibra .22 (5,6 mm) koje je ispalio Džon Hinkli mlađi iz revolvera Rohm RG-14 u svom pokušaju ubistva američkog predsednika Ronalda Regana 30. marta 1981. godine. Meci su sadržavali centre od olovnog azida sa lakom zapečaćenim aluminijumskim vrhovima dizajniranim da eksplodiraju pri udaru. Postoji velika verovatnoća da je metak koji je pogodio sekretara za štampu Bele kuće Džejmsa Brejdija u glavu eksplodirao. Preostali meci koji su pogodili ljude, uključujući i hitac koji je pogodio predsednika Regana, nisu eksplodirali.
Azid olova (PbN6) ima balans kiseonika od -5,5%, što je eksploziv negativnog balansa kiseonika.  Kapacitet eksplozije je 231 L/kg , toplota eksplozije je 391 kcal (1.640 kJ)/kg, pritisak eksplozije je 34,3 GPa, a brzina eksplozije je 4.500 m/s pri gustini opterećenja od 3,8 g/cm³, odnosno brzinu od 5.300 m/s pri gustini opterećenja od 4.6 g/cm³.   .
Olovni azid ima visoku mehaničku osetljivost, ali je njegova osetljivost na udare i trenje niža je od živinog fulminata, tako da se mehaničke metode ne koriste često za detonaciju ovog hemijskog jedinjenja. Osetljivost na plamen olovnog azida je niska, i za popunjavanje pomaže upotreba asfaltno degenerisanog olovnog stearata i fini aluminijumski prah treba da se pritisnu na njegovu površinu da bi se olakšalo paljenje. Poređenja radi, najznačajnija prednost azida olova su njegova detonacione perfomanse, i pod modifikovanim uslovima sa nitrocelulozom, njena minimalna eksplozivna masa za PETN, HMX, i RDX ne prelazi 15 mg. 
Stabilan je na temperaturi, eksplodira tek na 340 °C (644 °F; 613 K).
Njegova temperatura samopaljenja pri postepenom zagrevanju od (5 °C (41 °F; 278 K)/min ) je 340 °C (644 °F; 613 K).
Manje je osetljiv na udarce od živinog fulminata i daleko manje termički osetljiv od TATP-a, ali je zato osetljiviji na trenje, kao i na električna pražnjenja. Njegova detonacija se može aktivirati laserom (kompresija pomoću laserskog zračenja).
Brzina detonacije varira od 4.100 do 5.100 m/s−1 u zavisnosti od stepena kompresije. Detonira sa manje sile od srebrnog azida (AgN3) i stabilan je na prisustvo vlage (čak i zadržavajući praktično sve svoje osobine pod vodom). U neograničenom okruženju ili u vakuumu, detonira emitujući svetlost.

## Upotreba
Zbog svoje visoke brzine detonacije, stabilnosti i lakoće proizvodnje, smatra se najvažnijim primarnim eksplozivom. Koristi se kao primarno punjenje u kapislama. Postavljaju se isključivo u upaljače obložene aluminijumom, jer u kontaktu sa bakrom može da nastane azid bakra, što je posebno opasno.
Pošto se ne rastvara u vodi i nije higroskopan, zadržava detonaciona svojstva čak i kada je vlažan. Za razliku od većine prajmera, koji gube osetljivost sa dodatkom nekoliko procenata vode, olovo azid ne gubi značajno na čvrstoći čak ni pri 40% sadržaja vode.
U suvom stanju je opasan uglavnom zbog svoje osetljivosti na trenje i udar. Na njegovu osetljivost u velikoj meri utiče veličina kristala. Kristali koji sadrže olovni azid veći od 0,5 mm su potpuno nepodesni za punjenje kapisli i mogu eksplodirati nakon prskanja ili dodira. Sa praktične tačke gledišta, važan je samo veoma fini (0,02 mm) kristalni olovni azid, dok materijal sa kristalima većim od od toga nije pogodan za punjenje kapisli. Tokom proizvodnje, dodaju se posebne supstance i one se mešaju u rastvoru kako bi se sprečilo stvaranje većih kristala. Materijal proizveden na ovaj način smatra se bezbednim.
Još jedan nedostatak je što ga je teško zapaliti. Njegova temperatura paljenja je znatno iznad 300 °C (572 °F; 573 K) i teško se zapali kratkim otvorenim plamenom. Iz tog razloga, upaljači se mešaju sa 5-10% lako zapaljivim jedinjenjima.
Kao rezultat produžene sunčeve svetlosti, na površini kristala se oslobađa olovni oksid ili olovo, što štiti kristale od dalje oksidacije. Ovaj proces ne utiče na njegovu osetljivost i eksplozivna svojstva.

## Rizici i opasnosti
Njegova reakcija raspadanja je nagla, eksplozivna i egzotermna i oslobađa toksično olovo kontaktom, udisanjem i gutanjem.
Zbog toksičnog olova koje sadrži (faktor trovanja olovom i trovanja životinja olovom, nerazgradivi metal), čisti olovni azid je (naročito preko dima iz vatrenog oružja) jedan od faktora toksičnosti municije kada je sadrži. Mora biti zaštićen od svetlosti koja ga čini nestabilnim (autokatalitička fotoliza). · 
Takođe, to je najosetljiviji industrijski eksploziv na trenje. Neki metali takođe mogu da pogoršaju njegovu osetljivost (dvostruka osetljivost: fotohemijska i fotoelektrična).

## Napomene
1. ↑  Gustina olovnog azida može se razlikovati u zavisnosti od istraživača, eksperimentalnog okruženja, kristalnog oblika i drugih faktora, ali se obično uzima da iznosi 4.71 g/cm3.
2. ↑  To jest, u eksplozivu kiseonik nije u stanju da potpuno oksiduje druge atome, što se u olovnom azidu manifestuje kao odsustvo kiseonika, ali sadrži olovo.
3. ↑  Postoje i drugi izvori koji navode 308 L/kg [7]
4. ↑  Postoje razlike u merenju brzine detonacije, drugi izvori navode i 4.600 do 5.100 m/s [36], 4.070 do 5.300 m/s [7] i druge vrednosti. Pojedini naučnici su zabeležili i brzinu detonacije do 8.000 m/s, ali taj broj znatno premašuje teoretske vrednosti dobijene izračunavanjem[37]

## Literatura
- Holleman A. F.; Wiberg E. (2001). Inorganic Chemistry (1st изд.). San Diego: Academic Press. ISBN 0-12-352651-5.
- Housecroft, C. E.; Sharpe, A. G. (2008). Inorganic Chemistry (3. изд.). Prentice Hall. ISBN 978-0-13-175553-6.

## Dodatna literatura
- Yang Li; Zhang Tonglai (2019). Teorija i tehnika novih pirotehničkih sredstava (на језику: кинески) (1. izdanje изд.). Peking: Izdavački fakultet Pekinškog univerziteta tehnologije. ISBN 978-7-5640-9684-7.
- Gu Aihua (2019). Priručnik o toksičnosti supstanci od visokog interesa (Prvi tom) (на језику: кинески). Peking: Kineska grupa za izdavanje ekoloških publikacija. ISBN 978-7-5111-4121-7.
- Klapotke, Thomas M. (2016). Hemijski sastav materijala visoke energije - kinesko izdanje (на језику: кинески). Превод: Zhang Jianguo; Qin Jian. Peking: Izdavački fakultet Pekinškog univerziteta tehnologije. ISBN 978-7-5682-1728-6.
- Meyer, Rudolf; Köhler, Josef; Homburg, Axel (2015). Eksplozivi (на језику: енглески) (7. potpuno revidirano i dopunjeno izdanje изд.). Weinheim: WILEY-VCH Verlag GmbH & Co. KGaA. ISBN 978-3-527-33776-7.
- Wei Aiyong (2014). Elementi i mešani pirotehnički sredstva (на језику: кинески) (1. izdanje изд.). Harbin: Izdavački fakultet Harbinskog univerziteta inženjeringa. ISBN 978-7-5661-0750-3.
- Agrawal, Jai Prakash (2010). Propelanti, eksplozivi i pirotehnika visoke energije (на језику: енглески). Weinheim: WILEY-VCH Verlag GmbH & Co. KGaA. ISBN 978-3-527-32610-5.
- Meyer, Eugene (2010). Hemija opasnih materijala (на језику: енглески) (5. izdanje изд.). Upper Saddle River, New Jersey: Pearson Education, Inc. ISBN 978-0-13-504159-8.
- Lewis, Richard J. (2004). Sax's Dangerous Properties of Industrial Materials (на језику: енглески) (11. izdanje изд.). Wiley-Interscience. ISBN 9780471476627.
- Patnaik, Pradyot (2003). Priručnik neorganskih hemikalija (на језику: енглески). The McGraw-Hill Companies, Inc. ISBN 0-07-049439-8.
- Fair, H. D.; Walker, R. F. (1980). Metode i tehnike u hemiji eksploziva (на језику: енглески). New York: Reinhold Publishing Corp. ISBN 0-306-37077-8.
- М. А. Магочейников, Ф. М. Галаджий, Н. Л. Росинский (1962). Мастер-взрывник. Москва.

## Bibliografija
- Aleksandrov E (1982) [Uticaj pritiska kompresije na osetljivost azotura olova na delovanje laserskog zračenja](https://pascal-francis.inist.fr/vibad/index.php?action=getRecordDetail&idt=PASCAL83X0095843).
- Gavrishchenko Y.V (1985) Određivanje koeficijenata difuzije azoturnih radikala u azoturima olova i srebra na osnovu spektralne raspodele fotoelektromotornih snaga. Žurnal fizičeskoj himii, 59(4), 1043-1044.
- Oinuma S (1979) [Udarni talas azotura olova](https://pascal-francis.inist.fr/vibad/index.php?action=getRecordDetail&idt=PASCAL7960343888).
- Oinuma S (1979) Pritisak podvodnog udarnog talasa koji potiče od azotura olova.
- Zakharov Y & al. (1978) [Struktura energetskih traka i priroda nekih elektronskih prelaza u azoturu olova](https://pascal-francis.inist.fr/vibad/index.php?action=getRecordDetail&idt=PASCAL7930186871).
- Zahkarov y & SP B (1979) [Procesi uzbudjenja i transporta elektrona u azoturu olova](https://pascal-francis.inist.fr/vibad/index.php?action=getRecordDetail&idt=PASCAL8030260869).
- Zakharov Y & al. (1980) Tačkasti defekti i jonska električna provodljivost u azoturu olova.

## Spoljašnje veze
- Stranica sa podacima o olovu i njegovim jedinjenjima na Web Arhive je u PDF formatu